# Донє Табориште
45°07′ пн. ш. 15°34′ сх. д. / 45.12° пн. ш. 15.56° сх. д.
Донє Табориште (хорв. Donje Taborište) — населений пункт у Хорватії, у Карловацькій жупанії у складі міста Слунь.

## Населення
Населення за даними перепису 2011 року становило 200 осіб.
Динаміка чисельності населення поселення: